# Juan Antonio de la Riva
Juan Antonio de la Riva (San Miguel de Cruces, Durango, 21 de diciembre de 1958) es un director de cine mexicano, originario de la Sierra de Durango. Ha dirigido películas como Pueblo de madera, Vidas errantes y El gavilán de la sierra. Casado desde 2016 con América Escudero Hernández.

## Filmografía

### Cortometrajes
- 1972 - "Como un sueño corto..."
- 1973 - La pregunta
- 1974 - "División del Norte, colonia proletaria".
- 1979 - Polvo vencedor del sol
- 1992 - Haciendo la lucha

### Largometrajes
- 1984 - Vidas errantes
- 1986 - Obdulia
- 1988 - Pueblo maldito
- 1990 - Pueblo de madera
- 1991 - Soy libre
- 1992 - Más que alcanzar una estrella
- 1992 - El triste juego del amor
- 1993 - La última batalla
- 1993 - Tres son peor que una
- 1993 - Hay para todas
- 1994 - Una maestra con ángel
- 1994 - La Chilindrina en apuros
- 1997 - Elisa antes del fin del mundo
- 1998 - El último profeta
- 2000 - El gavilán de la sierra
- 2010 - Érase una vez en Durango
- 2014 - Dos armas de distinto calibre
- 2016 - Ladronas de almas

## Premios y reconocimientos
Festival Internacional de Cine de San Sebastián
| Año  | Categoría                             | Película       | Resultado |
| ---- | ------------------------------------- | -------------- | --------- |
| 1984 | Premio FIPRESCI (Nuevos Realizadores) | Vidas errantes | Ganador   |
| 1984 | Premio RTVE                           | Vidas errantes | Ganador   |

- Premio al Mejor cortometraje en el Festival de Lille, Francia por "Polvo vencedor del sol"
- Premio Ariel al Mejor cortometraje de ficción por "Polvo vencedor del sol"
- Premio Ariel a Mejor Ópera Prima y Mejor Argumento original por Vidas errantes
- Premio de la Televisión Española a la Mejor Opera Prima en el Festival de San Sebastián, España por "Vidas errantes".
- Premio especial del jurado en el Festival del Nuevo Cine Latinoamericano de La Habana, Cuba por "Vidas errantes
- Premio especial del jurado en el Festival de Huelva, España por "Pueblo de madera"
- 11 nominaciones al Premio Ariel por Pueblo de madera
- Premio Coral a Mejor película y Mejor guion en el Festival del Nuevo Cine Latinoamericano de La Habana, Cuba por "Pueblo de madera"
- Diosa de Plata de PECIME como Mejor Director por "Elisa antes del fin del mundo"
- Nominación al Ariel como Mejor Director por "Elisa antes del fin del mundo"
- Seis nominaciones al Ariel incluyendo mejor película y mejor director por "El gavilán de la sierra".

- Una sala de la Cineteca de Durango lleva su nombre[3]